# Vliethaven
De  Vliethaven  (1926/27), aanvankelijk van 1927 tot 1939 Benzinehaven geheten, was een distributiehaventje voor benzine, gelegen tussen de ingangen van de Keilehaven en de Merwehaven, aan het eind van de Galileistraat in Rotterdam.

## De haven
Het gebruik van benzine was zodanig toegenomen, dat er behoefte was aan een distributiehaven voor dit product aan de rechter Maasoever, waar lichters, die van de installaties aan de  Sluisjesdijk kwamen, konden worden gelost en waar voor verdere distributie van benzine kon worden zorggedragen. Aanvankelijk was als distributie-aanlandingspunt gekozen voor een perceel aan de Keilehaven tussen Katoenveem en een terrein van Thomsen's Havenbedrijf op een voormalig terrein van R.S. Stokvis. Omliggende bedrijven en assuradeurs maakten daartegen bezwaar vanwege het risico van overslaande brand. Niet voor niets was het katoenveem voorzien van een sprinklerinstallatie die op 25 maart 1920 in tegenwoordigheid van burgemeester Zimmerman en belanghebbenden succesvol werd beproefd. Aan de bezwaren werd gehoor gegeven door aan de plannen voor de Merwehaven de Vliethaven toe te voegen.

## Tegenwoordig
Zo goed als het gehele gebied is nu bestemd voor de overslag van tomaten en fruit. Die vond overigens ook al in vroeger jaren plaats aan de oostelijke kades van de Merwehaven. De Vliethaven sleet haar laatste jaren voornamelijk als distributiehaventje voor smeerolie, en is eind jaren ’80 gedempt en onder de Fruitterminal verdwenen.